# Алаельдін Абуелькассем
Алаельдін Абуелькассем  (25 листопада 1990) — єгипетський фехтувальник, олімпійський медаліст.

## Виступи на Олімпіадах
| Олімпіада   | Дисципліна           | Місце  |
| ----------- | -------------------- | ------ |
| Лондон 2012 | рапіра, особисті     | Срібло |
| Лондон 2012 | рапіра, командні     | 9      |
| Ріо 2016    | рапіра, особисті     | 11     |
| Ріо 2016    | рапіра, командні     | 7      |
| Токіо 2020  | рапіра, особисті     | 6      |
| Токіо 2020  | рапіра, командні     | 8      |
| Париж 2024  | індивідуальна рапіра | 24     |
| Париж 2024  | командна рапіра      | 8      |